# T. Carmi
T. Carmi (ט. כרמי ; de son vrai nom Carmi Tscharny), né le 31 décembre 1925 à New York et mort le 20 novembre 1994, et un poète et traducteur israélien.

## Biographie
Après des études à la Yeshiva University et à l'université Columbia, il séjourne en 1946 un an en France s'occupant des enfants rescapés des camps nazis avant de s'installer en Palestine en 1947. Lors de la Guerre israélo-arabe de 1948, il combat dans les rangs de l'armée israélienne.
Il vécut ensuite à Jérusalem, enseignant au Hebrew Union College.
Il est principalement l'auteur de quinze recueils de poésie mais a aussi traduit beaucoup d'œuvres de Shakespeare vers l'hébreu, réalisant par ailleurs pour les éditions Penguin une monumentale anthologie de la poésie hébraïque.

## Publications
- Imperfection et rêve, 1951
- Il n'y a pas de fleurs noires, 1953
- La Dernière mer, 1958
- Le serpent d'airain, 1961
- La Licorne regarde dans le miroir, 1967
- Autre Chose, 1969
- Quelqu'un comme toi, 1971
- Les excuses de l'auteur, 1973
- Vers une autre terre, 1977
- A la pierre des pertes, 1981
- La moitié de mon désir, 1984
- Une seule pour moi, 1985
- Poèmes de l'abandon, 1988
- Vérité et conséquences, 1993
- (en) Penguin book of Hebrew Verse, 1981, 608 p. (ISBN 0-670-36507-6)
- (en) Stanley Burnshaw, T. Carmi, Ariel Hirschfeld et Ezra Spicehandler (trad. de l'anglais), The Modern Hebrew Poem Itself (en), Detroit (Mich.), Wayne, 2003, 359 p. (ISBN 0-8143-2485-1) 40 poètes  106 poèmes

## Récompenses
- Guggenheim Fellowship award (1987)
- Prix Bialik (1990) avec Pinchas Sadeh
- Prix Brenner
- Prix Chlonsky